# Folkets försvarsenheter
Folkets försvarsenheter (kurdiska: Yekîneyên Parastina Gel, IPA: [jɑkinæjen pɑrɑstinɑ gæl]; arabiska: وحدات حماية الشعب), även känt som YPG, är en i huvudsak kurdisk milis som utgör den beväpnade grenen av Demokratiska unionspartiet (PYD) i Rojava. I YPG ingår även Kvinnornas försvarsenheter (YPJ). Försvarsenheterna har under sin existens även dragit till sig en stor mängd frivilliga från utlandet, bland annat amerikaner, tyskar, svenskar och arabisktalande minoriteter. Även turkiska anarkister och kommunister har deltagit i striderna på YPG:s sida. Sedan 2015 organiseras utlandsfrivilliga huvudsakligen i Internationella frihetsbataljonen.
I det syriska inbördeskriget intog YPG ursprungligen en defensiv hållning, men senare har gruppen även gått in i territorier kontrollerade av Islamiska staten. YPG var Natos och USA:s allierade i kampen mot IS i Syrien och erhöll luft- och landunderstöd av USA 2015, i samband med slaget om Kobani i Aleppo, vilket blev en vändpunkt i kriget mot IS.  
YPG och närstående grupper betraktas som terroristorganisationer av Turkiet och Qatar. Sveriges regering har fram till 2022 stött YPG och PYD och det socialdemokratiska partiet deklarerade i november 2021 att de avsåg att fördjupa samarbetet med PYD, som en del i en uppgörelse med riksdagsledamoten Amineh Kakabaveh. Inför statsminister Ulf Kristerssons besök i Ankara för att diskutera Sveriges inträde i NATO tog Sveriges regering avstånd från YPG och PYD med motiveringen att "det finns en tvivelaktighet och problematik när det gäller dem som skadar vårt förhållande till Turkiet".